# Teh botol

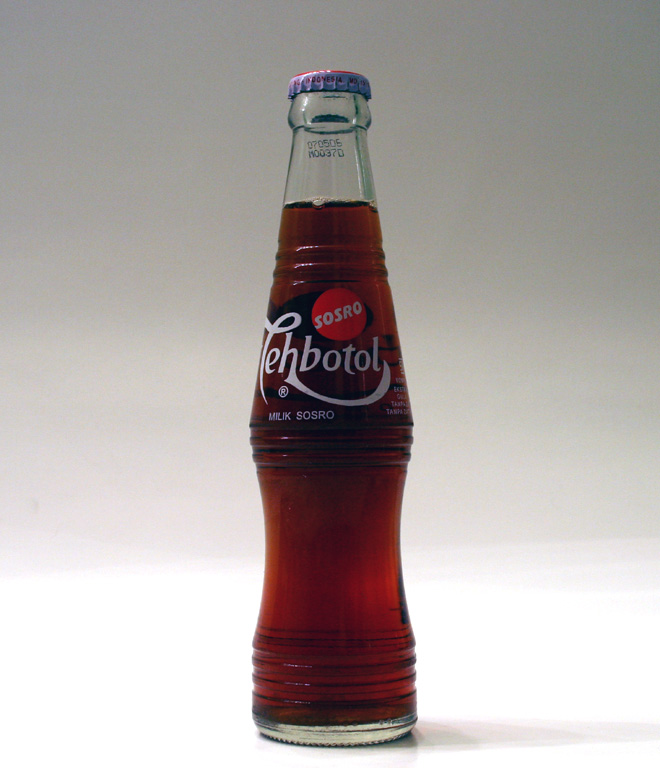

Teh botol is een drankje dat wordt geproduceerd door het Indonesische bedrijf Sosro. 
Teh botol betekent letterlijk Thee in een fles in het Indonesisch. Het is gezoete jasmijnthee die koud wordt geserveerd. Sosro verkoopt ook Teh Botol in een Tetra Pak-verpakking.